# Amina Rouba
Amina Rouba (in arabo امينة روبة‎?; Bethioua, 9 settembre 1986) è una canottiera algerina.

## Carriera
Ha rappresentato l'Algeria ai Giochi olimpici estivi di Londra 2012 nel singolo femminile venendo eliminata ai quarti di finale e concludendo i giochi in ventiseiesima posizione.
Nel 2016 ha partecipato ai Giochi olimpici di Rio de Janeiro 2016 nel singolo femminile venendo eliminata ai quarti di finale e concludendo i giochi in ventunesima posizione, facendo così segnare il suo miglior piazzamento alle Olimpiadi.
Ai Giochi panafricani di Rabat 2019, disputati nelle acque di Salé ha vinto due medeglie d'oro nel singolo 500 metri e in quello 1000 metri, categoria pesi leggeri.

## Palmarès
- Giochi panafricani

Rabat 2019: oro nel singolo 500 metri pesi leggeri; oro nel singolo 1000 metri pesi leggeri